# Клаудіо Ришко
Клаудіо Ришко (рум. Claudio Rîșco), за іншими даними Клаудіо Рашко (рум. Claudio Rașco; 22 серпня 1978, Сигіт) — румунський боксер, призер чемпіонатів світу та Європи серед аматорів.

## Аматорська кар'єра
На чемпіонаті світу 1997 Клаудіо Ришко програв у першому бою Олексію Трофімову (Україна).
На чемпіонаті Європи 1998 завоював бронзову медаль.
- В 1/8 фіналу переміг Юсуфа Озтюрк (Туреччина) — 7-3
- У чвертьфіналі переміг Енере Тахіата (Франція) — 3-2
- У півфіналі програв Кортні Фрай (Англія) — 4-4(+)

На чемпіонаті світу 1999 програв у першому бою Жону Дові (Франція).
На чемпіонаті Європи 2000 завоював срібну медаль.
- В 1/8 фіналу переміг Марьо Шиволія (Хорватія) — 10-2
- У чвертьфіналі переміг Пйотра Вільчевського (Польща) — 6-1
- У півфіналі переміг Алі Ісмаїлова (Азербайджан) — 7-4
- У фіналі програв Олександру Лебзяку (Росія) — 4-7

На Олімпійських іграх 2000 поступився у першому бою Сергію Михайлову (Узбекистан) — 6-15.
На чемпіонаті світу 2001 завоював бронзову медаль.
- В 1/8 фіналу переміг Віджендера Сінґха (Індія) — 27-10
- У чвертьфіналі переміг Кортні Фрай (Англія) — 32-25
- У півфіналі програв Віктору Перуну (Україна) — 15-25

На чемпіонаті Європи 2002 програв у першому бою.

## Професіональна кар'єра
2004 року невдало дебютував на професійному рингу і загалом з тринадцяти проведених боїв програв у трьох.